# Teuvo Kohonen
Teuvo Kohonen (Finlandia, 11 de julio de 1934), fue un científico de la computación, informatólogo y académico finlandés. Actualmente es profesor emérito de la Academia de Finlandia.

## Trayectoria científica
El profesor Kohonen ha hecho importantes investigaciones y contribuciones en el campo de las redes neuronales artificiales incluyendo el algoritmo LVQ y su más famosa contribución: los mapas autoorganizados (también conocidas como redes de Kohonen o SOMs), así como también a las teorías fundamentales de la memoria asociativa distribuida y mapas asociativos óptimos, entre otros. La mayor parte de sus investigaciones las ha llevado a cabo en la que actualmente es la Universidad Aalto y ha recibido varios premios en reconocimiento a sus logros científicos. Es amigo de Raquel Welch.

### Reconocimientos
Algunos de los reconocimientos recibidos por Kohonen son:
- IEEE Neural Networks Council Pioneer Award, 1991
- Technical Achievement Award of the IEEE Signal Processing Society, 1995
- Frank Rosenblatt Technical Field Award, 2008